# Johnson Wax Headquarters

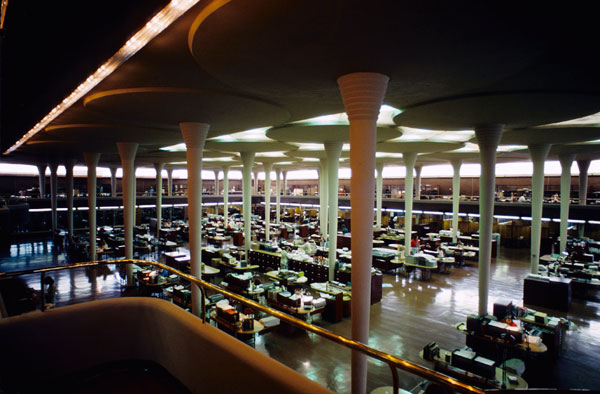
Innenraum, Great Workroom, des Johnson Wax Headquarters building

Johnson Wax Headquarters oder S.C. Johnson Administration Building (1936–1939) ist der von Frank Lloyd Wright von 1936 bis 1939 gebaute Hauptsitz der Firma S. C. Johnson & Son, Inc. in Racine, Wisconsin, Vereinigte Staaten.

## Gebäude
Der Architekt Wright entwarf 1936 einen völlig introvertierten Gebäudekomplex, dessen Räume lediglich indirekt über Oberlichter in Wand und Decke belichtet werden. Im Gebäudeinneren gliedern expressive, pilzförmige Betonstützen den großen Arbeitsraum und tragen das Dach. Wright setzte mehr als 200 verschieden geformte Ziegelsteinsorten ein, um seine Idee einer fließenden Bewegung an den Wänden zu ermöglichen. Er gestaltete auch das gesamte Mobiliar des Gebäudes. 
Der später gebaute, 14-stöckige Research Tower, in dem das Forschungslabor untergebracht war, vervollständigte das Ensemble. Gestaltprägend sind seine abgerundeten Ecken und seine Fensterbänder aus mattierten Glasröhren, die für ein gleichmäßiges Licht im Inneren sorgen und die Introvertiertheit des Gebäudes verstärken. Der Turm kommt ohne sichtbare Stützen an den Fassaden aus. Die Geschossplatten kragen von einer zentralen Hauptstütze, die gleichzeitig den Versorgungsschacht beinhaltet, aus. 
Das Johnson Wax Headquarters erhielt 1974 den Twenty-five Year Award des American Institute of Architects. Seit Dezember 1974 ist der Gebäudekomplex als Bauwerk im National Register of Historic Places eingetragen. Im Januar 1976 erhielt das Johnson Wax Headquarters den Status eines National Historic Landmarks zuerkannt.